# Pasiasula eidmanni
Pasiasula eidmanni är en spindelart som beskrevs av Roewer 1942. Pasiasula eidmanni ingår i släktet Pasiasula och familjen krabbspindlar.
Artens utbredningsområde är Bioko. Inga underarter finns listade i Catalogue of Life.